# Peter Wriggers

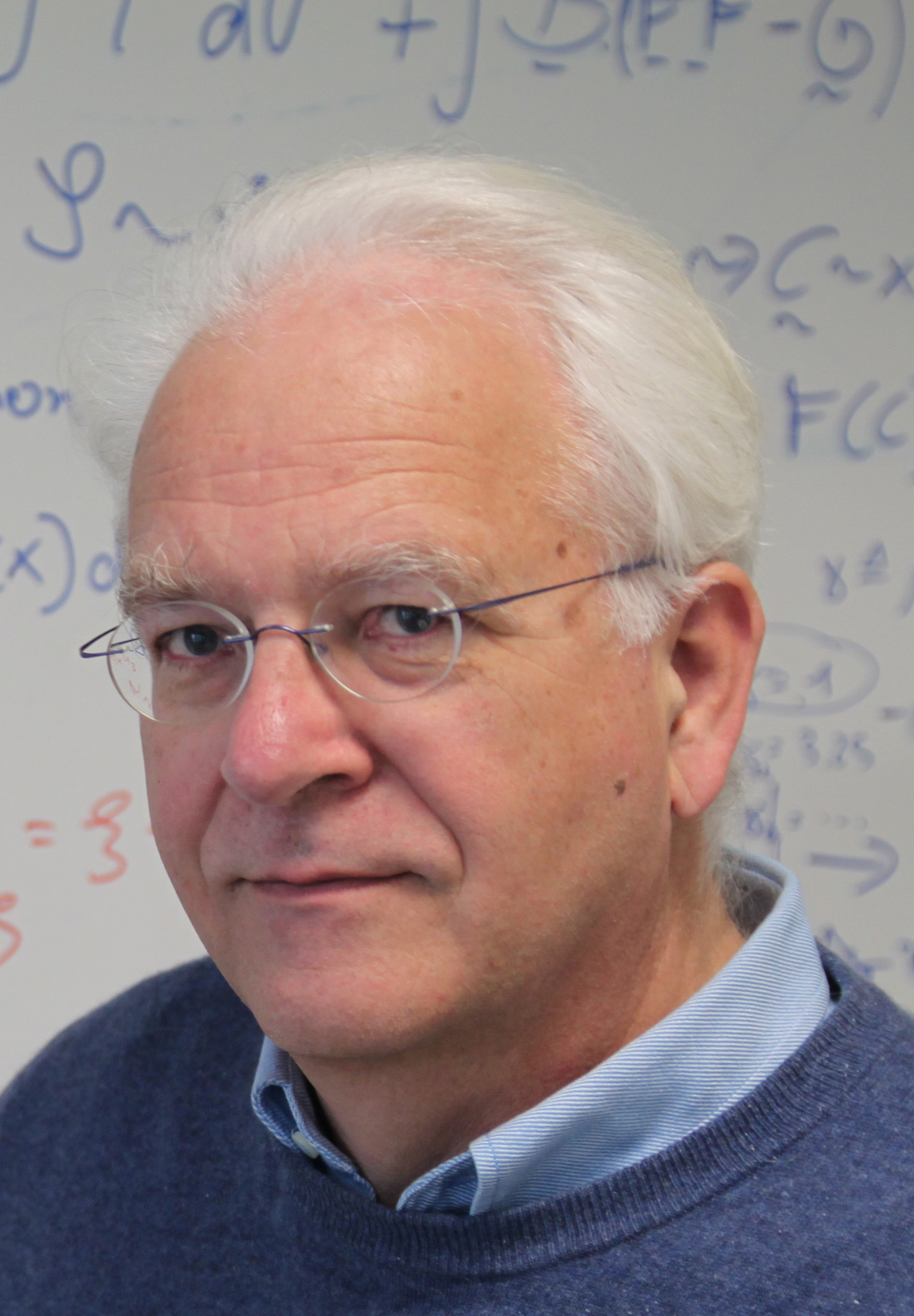
Peter Wriggers (2010)

Peter Wriggers (* 3. Februar 1951 in Hamburg) ist ein deutscher Ingenieur.

## Leben und Wirken
Wriggers studierte von 1970 bis 1976 an der Universität Hannover Bauingenieurwesen. Seine Promotion zu Kontakt- und Stoßproblemen wurde 1980 unter der Leitung von Erwin Stein abgeschlossen. 1983/84 arbeitete Wriggers als Visiting Scholar an der University of California, Berkeley bei Robert L. Taylor im Bereich der Computational Mechanics. Danach hatte er eine Stelle als akademischer Rat am Institut für Baumechanik und Numerische Mechanik an der Universität Hannover inne. Hier habilitierte er sich 1986 mit der Arbeit „Konsistente Linearisierungen in der Kontinuummechanik“.
Im Jahr 1990 wurde er als Nachfolger von Walter Schnell zum ordentlichen Professor im Institut für Mechanik an der TH Darmstadt berufen. Dort war er von 1996 bis 1998 Direktor des „Center for Scientific Computing“. Nach einem ausgeschlagenen Ruf 1994 an die Universität Stuttgart nahm Wriggers 1998 einen Ruf an die Universität Hannover an und leitete von 1998 bis 2008 das Institut für Baumechanik und Numerische Mechanik. Von 2008 bis 2021 war er der Direktor des Instituts für Kontinuumsmechanik an der Fakultät für Maschinenbau und hatte nebenher zwischen 2005 und 2013 eine Adjunktprofessur an der University of Newcastle im australischen Bundesstaat New South Wales inne. Seit April 2021 ist er Leibniz Emeritus an der Leibniz Universität Hannover.
Von Januar 2015 bis Januar 2020 war Wriggers an der Leibniz Universität Hannover Vizepräsident für Forschung.
Wriggers ist Mitglied der Braunschweigischen Wissenschaftlichen Gesellschaft, der Akademie der Wissenschaften und der Literatur in Mainz und der Deutschen Akademie für Technikwissenschaften "acatech" und korrespondierendes Mitglied der Croatian Academy of Sciences and Arts. 
Von 2008 bis 2010 war er Präsident der Gesellschaft für Angewandte Mathematik und Mechanik (GAMM) und von 2009 bis 2012 Präsident der „German Association of Computational Mechanics“ (GACM). Von 2010 bis 2018 war er als Vizepräsident der „International Association of Computational Mechanics“ (IACM) zuständig für Europa und Afrika. In der Zeit von 2011 bis 2016 war er Mitglied des Executive Committees der Applied Mechanics Division der ASME, USA, und hatte den Vorsitz dieses Komitees von 2015 bis 2016 inne. Seit 2015 ist er Mitglied des "Board of Directors" und "Scientific Council" von CISM (International Center of Mechanical Sciences), seit 2012 Mitglied des wissenschaftlichen Beirats von CIMNE (International Centre for Numerical Method in Engineering), UPC Barcelona und seit 2020 Präsident dieses Beirats. Von 2009 bis 2021 war Wriggers Mitglied des Lenkungsausschusses des Höchstleistungsrechenzentrums der Universität Stuttgart (HLRS).
Wriggers war von 1996-2001Mitglied des DFG Senatsausschusses Graduiertenkollegs, von 2004 bis 2011 Mitglied des DFG Fachkollegiums Architektur / Bauingenieurwesen sowie Medizintechnik und von 2011 bis 2017 Mitglied des DFG Senatsausschusses für Sonderforschungsbereiche. Von 2001 bis 2004 war er Mitglied der Beratungskommission des "Transatlantic Science and Humanities Program" der Alexander-von-Humboldt-Stiftung und von 2006 bis 2015 Mitglied des Auswahlausschusses der Alexander von Humboldt Stiftung für Forschungsstipendien.
2013 wurde er Ehrendoktor an der Technischen Universität Posen und an der Ecole Normale Superieure de Cachan. 2015 erhielt Wriggers die Ehrendoktorwürde an der Technischen Universität Darmstadt.
Wriggers ist Editor-in-Chief der internationalen Zeitschriften „Computational Mechanics“  und "Computational Particle Mechanics" und Mitherausgeber des „Bauingenieur“.
Unter seinen Auszeichnungen finden sich „Fellow of IACM“, der „Computational Mechanics Award“ der IACM, die „Euler Medal“ von ECCOMAS, der „IACM Award“ der IACM, den "Grand Prize" der Japan Society for Engineering and Science und die „Zienkiewicz Medal“ der Polish Association of Computational Mechanics.
Zu seinen Forschungsinteressen gehören die Entwicklung neuer Techniken und Algorithmen im Bereich der Computational Mechanics, Kontaktmechanik, Multiskalenmodellierungen von heterogenen Materialien und generell Finite-Element-Technologie und die Anwendung von virtuellen Elementen im Ingenieurwesen.

## Schriften
- Nichtlineare Finite Elemente, Springer, Berlin, 2002.
- Mit T.I. Zohdi Introduction to Computational Micromechanics, Lecture Notes Computational and Applied Mechanics, Vol. 20, Springer, Berlin, 2005.
- Computational Contact Mechanics, 2nd. Edition, Springer, 2006.
- Nonlinear Finite Elements, Springer, Berlin, 2008.
- Mit D. Gross, W. Hauger, W. Schnell: Technische Mechanik 4, 3rd edition, Springer, Berlin, 1999.
- Mit D. Gross, W. Schnell, W. Ehlers: Formeln und Aufgaben zur Technische Mechanik 1, Statik, Springer, Berlin, 1998.
- Mit D. Gross, W. Schnell, W. Ehlers: Formeln und Aufgaben zur Technische Mechanik 2, Elastostatik, Hydrostatik,  Springer, Berlin, 1998.
- Mit D. Gross, W. Schnell, W. Ehlers: Formeln und Aufgaben zur Technische Mechanik 3, Kinetik, Hydrodynamik, Springer, Berlin, 1999.
- Mit U. Nackenhorst, S. Beuermann, H. Spiess, S. Löhnert: "Technische Mechanik kompakt, Starrkörperstatik, Elastostatik, Kinetik", Teubner, Stuttgart, 2005.